# CIS 40 AGL自动榴弹发射器
CIS 40 AGL（現稱：STK 40 AGL）是一款由新加坡國防企業新加坡特許工業公司（英語：Chartered Industries of Singapore，簡稱：CIS）在1980年代後期自主研發和生產的自動榴弹发射器。該發射器主要由新加坡武裝部隊以及其他幾個國家的警察和安全部隊使用，發射40×53毫米高速榴彈。

## 歷史
從1986年，新加坡特許工業公司開始設計這款自动榴弹发射器，1991年後期設計定型，開始批量生產。CIS 40 AGL主要是受到新加坡共和国武装部队和其他幾個國家的警察和安全部隊所採用，另外還對外出口。

## 設計
CIS 40 AGL採用了與美軍Mk 19 Mod 3類似的反衝式系統設計，開放式槍栓方式。因此在發射榴彈時，槍機呈開放式。
拉動槍機的拉柄使得槍機後退，扣動扳機以後，槍機會將榴彈推入膛室的同時，槍機也會跟著前進。但在槍機前進的途中（榴彈即將進入槍管時）便會將底火擊發並发射榴弹。同時槍機會繼續前進，使得射擊的反衝力量與槍機前進力量抵銷，從而不會使槍機立即後座、開鎖，實現安全的射擊。最後藉由剩餘的反衝力量的作用以下讓槍機後退，並將空彈殼排出。

## 使用國
- 賽普勒斯
- - 格魯吉亞國防軍[3]
- 印度尼西亞

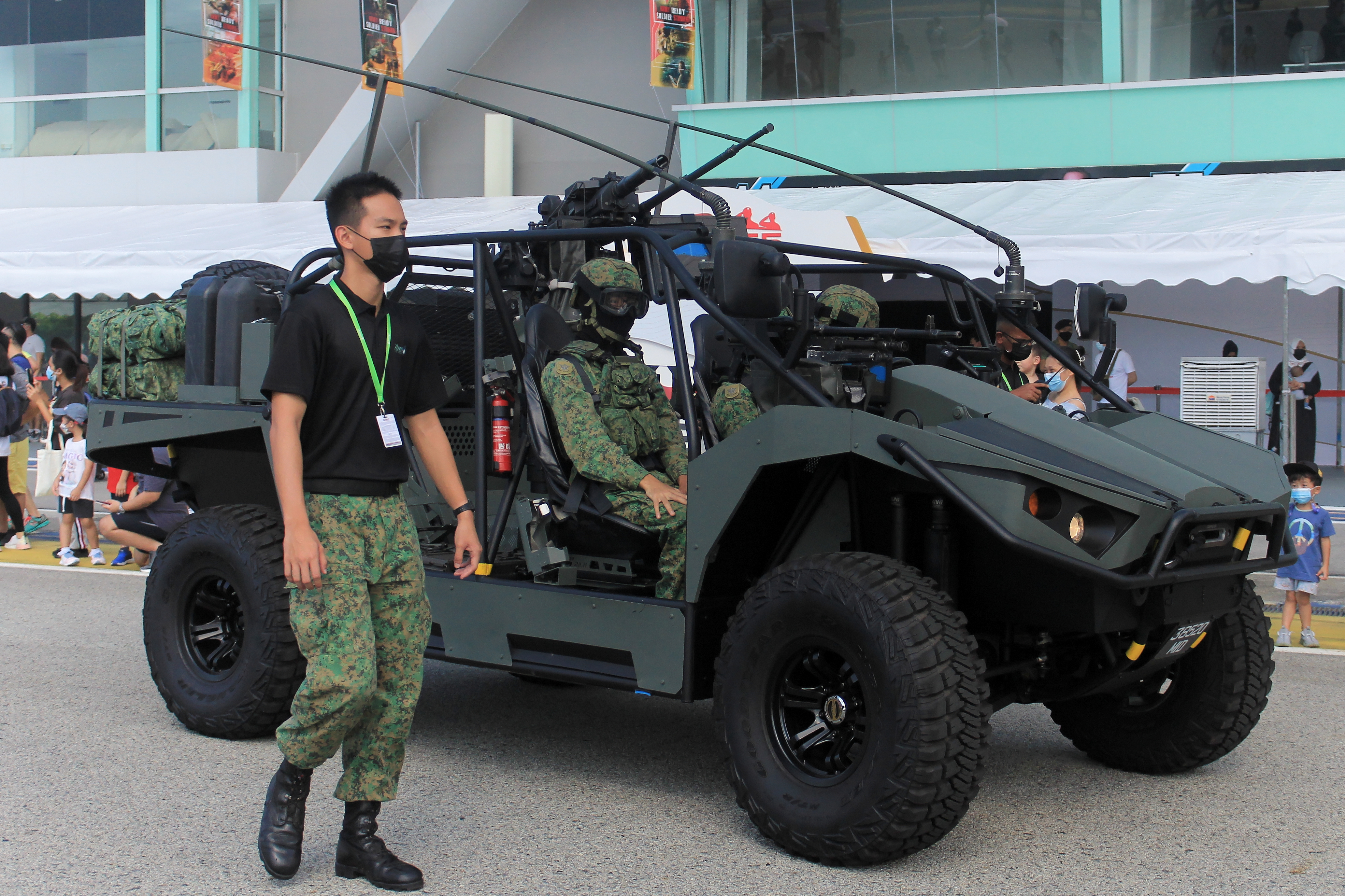
搭載了一門STK 40 AGL的輕型攻擊車 MK. II。

  - 印尼國家武裝部隊：在品达德於1994年取得特許生產證後於本土生產，並且命名為Pindad SPG-3。[4]
- 墨西哥
  - 墨西哥海軍步兵
- 摩洛哥
- 秘魯
- 菲律賓
  - 菲律賓海軍陸戰隊[5]
- 新加坡
  - 新加坡共和国武装部队
- 斯里蘭卡
- 泰國
- 乌拉圭

## 筆錄
1. ↑  直到2017年初以前，對這個CIS 40 AGL頁面使用网站时光机都會表示著CIS 40 AGL之名；以後如這連結那樣更改為STK 40 AGL。

## 資料來源

## 外部連結
- （英文）—ST Kinetics
- （英文）—ST Kinetics brochure
- （英文）—weaponsystems.net－40AGL（页面存档备份，存于）